# Horace McCoy
Horace McCoy (Pegram, 14 april 1897 – Beverly Hills, 15 december 1955) was een Amerikaans schrijver wiens werk zich meestal afspeelt tijdens de Grote Depressie.
Zijn bekendste roman is They Shoot Horses, Don't They? uit 1935, dat in 1969 door Sidney Pollack verfilmd werd onder de gelijknamige titel
- Biblioteca Nacional de España: XX893175
- Bibliothèque nationale de France: cb11913727r (data)
- Catàleg d'autoritats de noms i títols de Catalunya: 981058522682006706
- CiNii: DA05564932
- Gemeinsame Normdatei: 134203917
- International Standard Name Identifier: 0000 0001 2282 0104
- Library of Congress Control Number: n86020899
- Bibliotheek van het Japanse parlement: 00449371
- Nationale Bibliotheek van Tsjechië: jn19990005531
- Nationale Bibliotheek van Israël: 987007295387005171
- Nederlandse Thesaurus van Auteursnamen: 069539294
- Istituto Centrale per il Catalogo Unico: RAVV032374
- LIBRIS: 234962
- SNAC: w6k945wf
- Système universitaire de documentation: 026999307
- Trove: 917380
- Virtual International Authority File: 76319269
- WorldCat: E39PBJfX7H8RpYypC3PvRT6BT3